# Gulmarg
Gulmarg è una città dell'India di 664 abitanti, situata nel distretto di Baramulla, nel territorio del Jammu e Kashmir. In base al numero di abitanti la città rientra nella classe VI (meno di 5 000 persone). Aurel Stein vi visse alcuni anni.

## Geografia fisica
La città è situata a 34° 2' 60 N e 74° 22' 60 E e ha un'altitudine di 2 689 m s.l.m..

## Società

### Evoluzione demografica
Al censimento del 2001 la popolazione di Gulmarg assommava a 664 persone, delle quali 655 maschi e 9 femmine. I bambini di età inferiore o uguale ai sei anni assommavano a 1, dei quali 0 maschi e 1 femmine. Infine, coloro che erano in grado di saper almeno leggere e scrivere erano 639, dei quali 637 maschi e 2 femmine.